# Murilo Rocha Mendes
Murilo Rocha Mendes, mais conhecido como Murilo Mendes,  (Maceió, 15 de agosto de 1934 — Maceió, 13 de agosto de 2017) foi um advogado e político brasileiro, outrora deputado federal por Alagoas.

## Biografia
Filho de Luís Reis Mendes e Ana Rocha Mendes. Advogado formado pela Universidade Federal de Alagoas em 1958, tornou-se chefe do Ministério Público junto ao Tribunal de Contas do Estado. Durante o governo Muniz Falcão foi secretário de Governo e depois presidiu a Comissão Estadual da Reforma Tributária no governo Luís Cavalcanti, antes de ser secretário de Fazenda no governo Lamenha Filho. Retornou ao Tribunal de Contas no ano de 1971, sendo que foi secretário de Educação e Cultura no primeiro governo Divaldo Suruagy.
Eleito deputado federal pelo MDB em 1978, alinhou-se politicamente a Leonel Brizola filiando-se ao PTB em 1980 após a restauração do pluripartidarismo. Porém, como Ivete Vargas venceu a disputa pelo comando da legenda, o grupo de Brizola fundou o PDT com a adesão de Mendes. Mas as regras eleitorais baixadas no governo do presidente João Figueiredo inviabilizaram os pequenos partidos na Amazônia e no Nordeste e com isso migrou para o PMDB, mas não passou da suplência ao disputar a reeleição em 1982.
Deixou a política ao fim do mandato e retornou às suas funções como procurador no Tribunal de Contas de Alagoas aposentando-se em 2004.